# Crkva sv. Jurja (Zlatar)
Crkva sv. Jurja  je rimokatolička crkva u mjestu Belec, gradu Zlataru, zaštićeno kulturno dobro.

## Opis dobra
Jednobrodna crkva sv. Jurja, pravilne orijentacije, nalazi se na uzdignutom platou u zaseoku sjeverno od naselja Belec. Primjer je sukcesivne graditeljske djelatnosti na jednom objektu i prilagođavanja prostora zahtjevima vremena. Najstariji, romanički dio očuvan je u tornju, gotički u lađi i svetištu, dok je sakristija barokna. Ubraja se među one rijetke spomenike kontinentalne Hrvatske koji su barem djelomično sačuvali romanički sloj. Zidne slikarije koje su fragmentarno očuvane potječu iz tri različita razdoblja: prve polovine 14. st., 15. st., dok su slikarije slabije kvalitete nastale potkraj 17. st.

## Zaštita
Pod oznakom Z-2083 zavedena je kao nepokretno kulturno dobro – pojedinačno, pravnog statusa zaštićena kulturnog dobra, klasificirano kao "sakralna graditeljska baština".